# Hasan Kundakçı
Hasan Kundakçı (* 1937 in Sandıklı, Provinz Afyonkarahisar; † 16. Januar 2023 in Beykoz, Provinz Istanbul) war ein türkischer Generalleutnant des Heeres (Türk Kara Kuvvetleri), der von 1986 bis 1988 als Direktor des Amtes für besondere Kriegführung (Özel Harp Dairesi) galt. Zwischen 1995 und 1996 war er Kommandeur der Türkischen Streitkräfte auf Zypern KTBK (Kıbrıs Türk Barış Kuvvetleri Komutanlığı) sowie zuletzt von 1996 und 1997 Kommandierender General des Logistikkommandos des Heeres (Lojistik Komutanlığı).

## Leben
Hasan Kundakçı absolvierte 1955 das Militärgymnasium Kuleli, das Kuleli Askerî Lisesi, eine der ältesten Militärschulen in der Türkei, und daraufhin die Heeresschule (Kara Harp Okulu), die er 1957 abschloss. Er wurde anschließend als Unterleutnant (Asteğmen) in das Heer übernommen und absolvierte 1959 noch die Infanterieschule (Piyade Okulu). In den folgenden Jahren war er unter anderem zwischen 1961 und 1962 Zugführer im Streitkräftekontingent in Südkorea sowie von 1965 und 1967 Kommandeur einer Grenzkompanie in der Bergregion in der Provinz Ağrı und am Tendürek Dağı, einem ruhenden Schildvulkan in dieser Provinz. Er war ferner in den 1970er Jahren als Militärattaché an der Botschaft in Griechenland sowie von 1979 bis 1980 Kommandeur des in der Türkischen Republik Nordzypern eingesetzten 230. Infanterieregiments (230. Piyade Alayı).
Nach seiner Beförderung zum Brigadegeneral (Tuğgeneral) 1984 war er Kommandeur der 70. mechanisierten Infanteriebrigade (70. Mekanize Piyade Tugayı) und zugleich während des bestehenden Kriegsrechts und Ausnahmezustandes in der Türkei bis 1986 auch stellvertretender Kommandeur der Truppenverbände in der Provinz Siirt. Im Anschluss löste er 1986 Cumhur Evcil als Direktor des Amtes für besondere Kriegsführung (Özel Harp Dairesi) ab, einer geheimen Organisation, die zu Zeiten des Kalten Krieges innerhalb des Generalstabs in Zusammenarbeit mit der CIA und der NATO 1952 gegründet worden sein soll.
Nach weiteren Verwendungen war Kundakçı als Generalmajor (Tümgeneral) zwischen 1993 und 1995 in Diyarbakır als Jandarma Asayiş Komutanı Kommandeur der öffentlichen Sicherheit der Gendarmerie in Südostanatolien und Nordirak, nachdem der Kommandeur der Gendarmerie (Jandarma) in der Provinz Diyarbakır, Brigadegeneral Bahtiyar Aydın, am 22. Oktober 1993 bei einem Zusammenstoß zwischen Militanten und Sicherheitskräften im Landkreis (İlçe) Lice in Diyarbakır in den Kopf geschossen wurde und starb. Bei den Unruhen wurden insgesamt 61 Soldaten verwundet. Er leitete am 20. März 1995 die Operation „Cudi Dağı“, die der Arbeiterpartei Kurdistans PKK (Partiya Karkerên Kurdistanê) einen schweren Schlag versetzte. Aufgrund seiner Angewohnheit, immer ein geladenes Infanteriegewehr bei sich zu tragen, erhielt er den „Spitznamen“ Tamburalı Paşa.
1995 wurde Hasan Kundakçı als Generalleutnant (Korgeneral) Kommandeur der Türkischen Streitkräfte auf Zypern KTBK (Kıbrıs Türk Barış Kuvvetleri Komutanlığı) und hatte dieses Kommando bis 1996 inne, woraufhin Generalleutnant Ali Yalçın ihn ablöste. Während seines dortigen Kommandos wurde am 14. August 1996 der griechische Zypriot und Demonstrant Solomos Solomou im Anschluss an eine Gedenkveranstaltung vor Famagusta von türkischen Soldaten erschossen. Aus Ermittlungen der zyprischen Polizei ergibt sich, dass die beiden Soldaten Kenan Akın und Erdal Hacıali Emanet die Schüsse abgegeben haben. Für Akın liegt ein Haftbefehl bei Interpol vor, der jedoch wegen einer Blockade der Türkei nicht vollzogen werden kann. Als weitere Verantwortliche werden neben Attila Sav (ehemaliger Polizeimeister) und Mehmet Karlı (ehemaliger Major) auch Generalleutnant Hasan Kundakcı als ehemaliger Kommandeur der KTBK genannt. Die genannten Personen können die Türkei aufgrund Internationaler Haftbefehle nicht verlassen. Die Verantwortlichen für die Schüsse sind bis heute nicht belangt. Zuletzt wurde er 1996 Kommandierender General des Logistikkommandos des Heeres (Lojistik Komutanlığı) und verblieb auf diesem Posten bis zu seinem Eintritt in den Ruhestand 1997. Er war verheiratet und hatte zwei Kinder.

## Veröffentlichungen
- Güneydoğu'da Unutulmayanlar. Alfa Basım Yayım Dağıtım, İstanbul 2004, ISBN 975-297-552-6.
- Emperyalizmin Maşası Ermeniler. Alfa Basım Yayım Dağıtım, İstanbul 2007, ISBN 978-975-297-659-7.
- Mehmetçik'ten Anılar. Alfa Basım Yayım Dağıtım, İstanbul 2011, ISBN 978-605-1062-9-2-1.